# Саскачеван
Саскачеван (енгл. Saskatchewan, изговор [səˈskætʃɨwən]; фр. Saskatchewan), једна је од три канадске преријске покрајине (провинције). На северу се граничи са Северозападним територијем, на истоку је Манитоба а на западу Алберта. На југу је међународна граница са Америчким савезним државама Монтана и Северна Дакота.
У априлу 2011. у покрајини је живело 1.053.960 становника а већина популације је насељена у јужнијим деловима. Око половина становништва живи у два највећа града Саскатуну и Риџајни. 
Први европљани су крочили на тло данашњег Саскачевана око 1690. а прва насеља основана су 1774. године. Део Канаде постао је 1905. године. Најважније привредне деланости су пољопривреда, рударство и енергетика.

## Становништво
| 1996.   | 2001.   | 2006.   | 2011.     | 2016.     |
| ------- | ------- | ------- | --------- | --------- |
| 976.615 | 978.933 | 985.386 | 1.053.960 | 1.098.352 |